# In Search of Space
Albums de Hawkwind
Hawkwind
(1970) Doremi Fasol Latido
(1972)
In Search of Space est le deuxième album studio du groupe de space rock britannique Hawkwind. Il est sorti en 1971 sur le label United Artists Records.

## Histoire
Après la sortie de son premier album Hawkwind, le groupe connaît plusieurs changements dans sa composition : le bassiste John A. Harrison est remplacé par Thomas Crimble (en), puis par Dave Anderson (ex-Amon Düül II) ; DikMik est remplacé aux synthétiseurs par Del Dettmar (en) mais, après une courte pause, reste dans le groupe pour s'occuper des bruitages électroniques (audio generator). Le guitariste Huw Lloyd-Langton, malade, quitte le groupe en 1971 avant l'enregistrement de cet album sans être remplacé.
Cet album est enregistré pendant l'été 1971 dans les studios Olympic de Londres, à l'exception de la chanson Master of the Universe qui est enregistrée aux studios AIR, également à Londres. L'album se classe à la 18e place des charts britanniques en novembre 1971 et est certifié disque d'or dix ans plus tard. Aucun single n'en est tiré.
La pochette du disque est réalisée par Barney Bubbles, avec des notes de Robert Calvert.

## Fiche technique

### Chansons

#### Album original
| 1. | You Shouldn't Do That         | Dave Brock, Nik Turner | 15:43 |
| 2. | You Know You're Only Dreaming | Dave Brock             | 6:33  |

| 3. | Master of the Universe           | Dave Brock, Nik Turner    | 6:15 |
| 4. | We Took the Wrong Step Years ago | Dave Brock                | 4:48 |
| 5. | Adjust Me                        | Hawkwind                  | 5:45 |
| 6. | Children of the Sun              | Dave Anderson, Nik Turner | 3:13 |

#### Rééditions
La réédition remastérisée de 1996 inclut trois titres bonus tirés de singles parus à la même époque. Les deux derniers sont des enregistrements en public effectués le 13 février 1972 au Roundhouse de Londres.
| 7. | Seven by Seven (version single)      | Dave Brock                 | 5:23 |
| 8. | Silver Machine (en) (version single) | Robert Calvert, Dave Brock | 4:39 |
| 9. | Born to Go (version single)          | Robert Calvert, Dave Brock | 5:06 |

### Musiciens
- Dave Brock : guitare électrique, guitare acoustique (à six et douze cordes), audio generator
- Nik Turner : saxophone alto, flûte, guitare électrique, chant, audio generator
- Dave Anderson : basse, guitare électrique et acoustique
- Del Dettmar (en) : synthétiseurs
- Terry Ollis : batterie, percussions
- DikMik : audio generator

Sur les titres bonus :
- Robert Calvert : chant
- Lemmy : basse, chant sur Silver Machine
- Simon King (en) : batterie, percussions

### Classements et certifications
| Classement                    | Meilleure position |
| ----------------------------- | ------------------ |
| Royaume-Uni (UK Albums Chart) | 18                 |

| Pays              | Certification | Date             | Ventes certifiées |
| ----------------- | ------------- | ---------------- | ----------------- |
| Royaume-Uni (BPI) | Or            | 2 septembre 1982 | 100 000           |